# Col de Nannaz
Il Col de Nannaz (pron. fr. AFI: [kɔl də nana] - grafia alternativa omofona Col de Nana, talvolta reso in italiano come Col di Nana o Colle di Nana - 2.772 m s.l.m.) è un valico alpino valdostano tra la Valtournenche e la Val d'Ayas.

## Toponimo
Secondo la pronuncia del patois valdostano, il nome "Nannaz" va pronunciato omettendo la "z" finale, quindi "Nàna", come per molti altri toponimi e cognomi valdostani e delle regioni limitrofe (la Savoia, l'Alta Savoia e il Vallese).

Questa particolarità, che si discosta dalle regole di pronuncia della lingua francese standard, risale a uno svolazzo che i redattori dei registri del regno di Piemonte-Sardegna erano soliti aggiungere alla fine dei toponimi o dei nomi da pronunciare come dei parossitoni, cioè con l'accento sulla penultima sillaba, molto diffuso in francoprovenzale. In seguito, questo piccolo segno è stato assimilato a una zeta, e spesso viene erroneamente pronunciato, sia dagli italofoni che dai francofoni.

## Caratteristiche

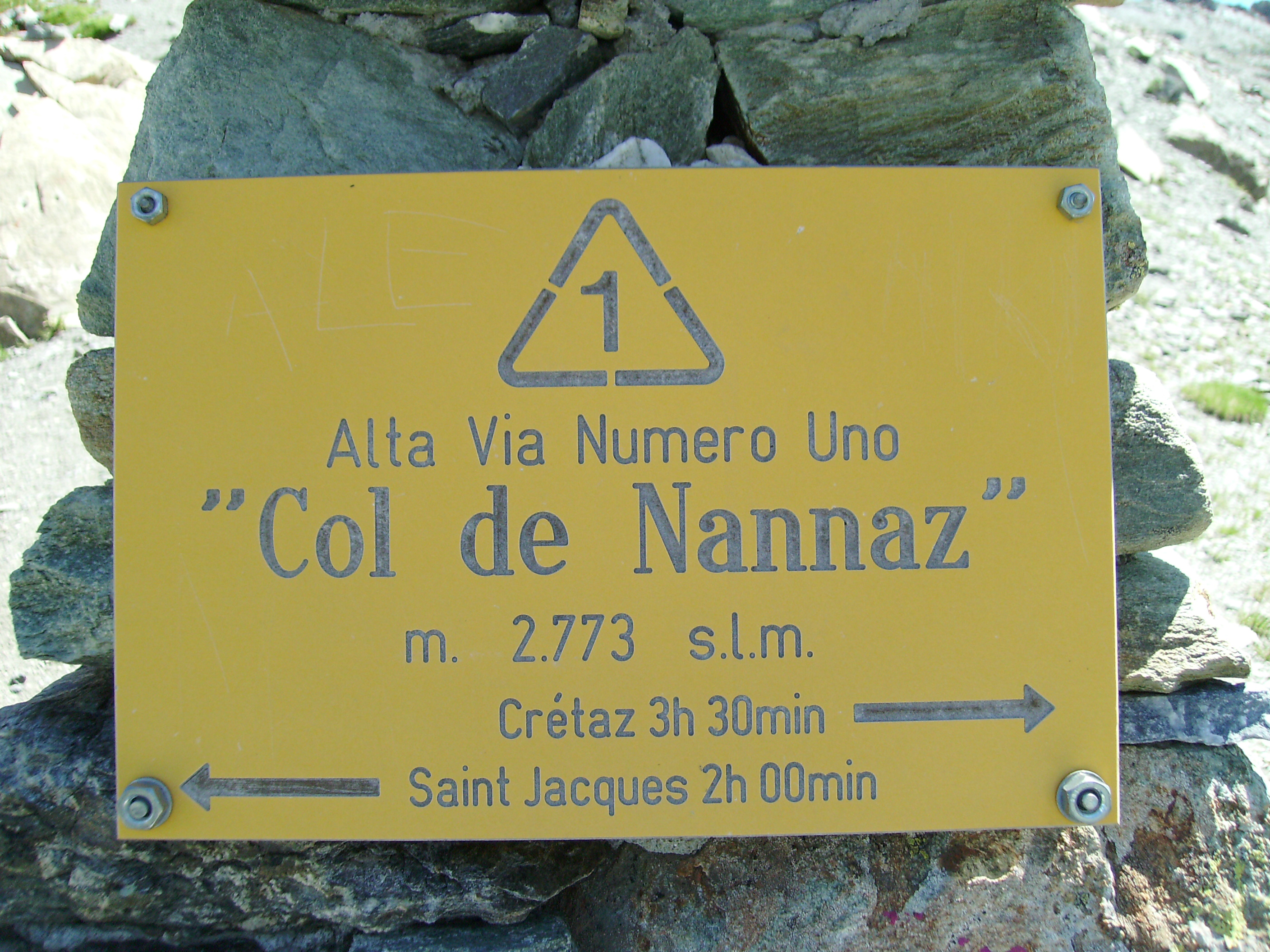
Segnavia dell'Alta via della Valle d'Aosta n. 1.

Il valico si trova tra la Becca Trecare e la Becca di Nana.
Lungo il valico transita l'Alta via della Valle d'Aosta n. 1.

## Accesso
Dalla Val d'Ayas si può salire al colle partendo da Ayas e transitando per il rifugio Grand Tournalin. Dalla Valtournenche si può partire da Cheneil località di Valtournenche e passando per il Col des Fontaines (2.696 m).